# Цалель Ґінґер
Цалель Ґінґер (рум. Țalel Ginger) — бессарабський єврейський архітектор та інженер. Більшу частину життя провів у Кишиневі.

## Життєпис
Народився в родині підданих Австро-Угорщини. Його батько, Яков-Герш Ґінґер (1829—1884), займався купецькою діяльністю в Яссах і помер у Кишиневі 1 квітня 1884 року. Матір звали Рухл Ґінґер. Окрім Цалеля, в сім'ї було п'ятеро синів і дві доньки.
Цалель вивчав архітектуру у Відні. Після завершення навчання повернувся до Кишинева, де 1890 року одружився, а 1899 почав проживати із дружиною у зведеному за власним проєктом прибутковому будинку Шапірів-Розенфельдів. Ця будівля була викуплена Ґінґером 1897 року і перебудована ним. Ініціали Ґінґера («Ц. Г.») та його емблему можна дотепер побачити на будинку.
1893 року став членом Імператорського Російського технічного товариства у Бессарабській губернії. Був автором житлових і робочих будинків у стилі еклектизму, згодом — у стилі ар-деко. Зробив значний внесок в історичне оформлення Кишинева.
Був директором правління Кишинівської міської кредитної спілки (1914). Останні проєкти в місті датовані 1930 роком.

## Проєкти
- 1892: проєкт перебудови Єврейської лікарні в Кишиневі та проєкт будівництва корпусу інфекційного відділення (сучасна міська лікарня № 4)[5].
- 1894: павільйон для хронічно хворих при психіатричній лікарні в Кодру[6].
- 1896—1898: синагога «склярів» у Кишиневі[7].
- 1897—1899: прибутковий будинок Шапірів-Розенфельдів[2].

## Сім'я
- Дружина — Яхед-Гіта Ісааківна Ґрінфельд (з 1890), дочка купця першої гільдії. У шлюбі народилися дочки Віра (1896) та Розалія (1897), обидві закінчили Московські вищі жіночі курси[8].
- Племінник — поет Олександр Ґінґер[9].
- Мав братів Сергія, Самсона, Теодора та Михайла.